# الکساندر وینوکوروف
الکساندر نیکولایویچ وینوکوروف (روسی: Александр Николаевич Винокуров؛ زادهٔ ۱۶ سپتامبر ۱۹۷۳) رکابزن سابق قزاقستانی است که در رشتهٔ دوچرخه‌سواری جاده فعالیت می‌کرد و اکنون مربی اصلی تیم آستانه است. او در دوران فعالیت حرفه‌ای خود دو مدال برنز مسابقات قهرمانی جهان، چهار پیروزی مرحله‌ای در تور دو فرانس، چهار پیروزی مرحله‌ای در ووئلتا اسپانیا و قهرمانی در سال ۲۰۰۶، چند قهرمانی در مسابقات کلاسیک و مدال طلای المپیک ۲۰۱۲ لندن در رشتهٔ دوچرخه‌سواری جادهٔ مردان به دست آورد.
وینوکوروف دوچرخه‌سواری را در سال ۱۹۸۴ آغاز کرد و در رقابت‌هایی در شوروی سابق شرکت کرد. او در سال ۱۹۹۷ به عنوان رکابزن آماتور به فرانس رفت و در سال ۱۹۹۸ حرفه‌ای شد. حدود یک دههٔ بعد، دوپینگ خونی او در تور دو فرانس ۲۰۰۷ اعلام شد و به مدت دو سال از حضور در مسابقات محروم شد. در بازگشت در اوت ۲۰۰۹ برای تیم ملی قزاقستان و سپس برای تیم آستانه مسابقه داد. یک تصادف سنگین در تور دو فرانس ۲۰۱۱ می‌توانست دوران حرفه‌ای او را به پایان برساند؛ ولی اعلام کرد که یک فصل دیگر مسابقه خواهد داد. یکی از اهداف وینوکوروف، حضور در المپیک ۲۰۱۲ لندن بود که در آن توانست مدال طلای دوچرخه‌سواری جادهٔ مردان را پس از فرار در کیلومترهای پایانی به همراه ریگوبرتو اوران به دست آورد.
وینوکوروف پس از المپیک بازنشسته شد و در سال ۲۰۱۳ به مربی‌گری در تیم آستانه مشغول شد. او اکنون به همراه همسر و فرزندانش در فرانسه زندگی می‌کند.

## فعالیت رقابتی

### دوران آماتور (۱۹۸۴–۱۹۹۶)
وینوکوروف به گفتهٔ پدرش از یازده سالگی به مدرسهٔ ورزش پتروپاول پیوست و وارد دوچرخه‌سواری شد. در سال ۱۹۸۶ وارد مدرسهٔ ورزشی در آلماتی شد و در پنج سال بعدی در آنجا تمرین کرد. در دوران دوسالهٔ خدمت سربازی نیز به عنوان عضوی از تیم ملی شوروی تمرین می‌کرد.
پس از استقلال قزاقستان از شوروی در دسامبر ۱۹۹۱، وینوکوروف به تمرین و مسابقه ادامه داد و عضو تیم ملی قزاقستان شد. در سال ۱۹۹۳ در تور آماتور رجیو در آلمان، رتبهٔ سوم را کسب کرد. از سایر دستاوردهای او در دوران آماتور می‌توان به پیروزی در دو مرحلهٔ تور اکوادور ۱۹۹۵ و قهرمانی تور اسلوونی ۱۹۹۶ نام برد. وینوکوروف در المپیک ۱۹۹۶ نیز شرکت کرد و مسابقهٔ استقامت جادهٔ مردان به مقام ۵۳ دست یافت.

### دوران آماتور در سنت اتین (۱۹۹۷)
در زمستان ۱۹۹۶ مربی تیم ملی قزاقستان از ژیل ماس، مدیر ورزشی تیم آگریژل، درخواست کرد که در صورت امکان، شش دوچرخه‌سوار قزاقستانی را به تیم‌های حرفه‌ای اروپایی انتقال دهد. ماس پذیرفت که دو نفر برتر را انتقال دهد؛ به شرطی که ابتدا یک سال برای باشگاه آماتور اسپوار سیکلیست سن اتین لوار مسابقه بدهند. آنان وینوکوروف و آندری میزوروف را برگزیدند.
وینوکوروف در ۲۲ مارس ۱۹۹۷ به فرانسه رسید. او توانست به خوبی با شرایط تازه تطبیق یابد، در حالی که میزوروف با وضعیت جدید خو نگرفت و ترجیح داد به قزاقستان بازگردد. در مهٔ ۱۹۹۷ آندری کیویلف، هم‌کلاسی سابق وینوکوروف که در تیم آماتوری در بورگوس اسپانیا بود، جانشین میزوروف شد. میزوروف در سال ۱۹۹۹ حرفه‌ای شد و در سال ۲۰۰۷ در تیم آستانه به وینوکوروف پیوست.
دو هفتهٔ بعد، وینوکوروف در یک مرحلهٔ تور آورنی دوم شد و پس از یک هفته، بهترین سربالایی‌رو کاپ فرانسه شد. او توانست در مجموع ده پیروزی برای باشگاه آماتور خود به دست آورد و ونسان لاونو وادار شد پیشنهاد قرارداد حرفه‌ای دو ساله‌ای برای عضویت در تیم کازینو در سال‌های ۱۹۹۸ و ۱۹۹۹ به او بدهد.

### ۱۹۹۸ تا ۲۰۰۲
وینوکوروف در سال ۱۹۹۸ در شش مسابقه از جمله مسابقهٔ چهار روزهٔ دونکرک و تور لهستان پیروز شد. در آغاز فصل ۱۹۹۹ برندهٔ تور والنسیا شد و سه ماه بعد، قهرمان کریتریوم دوفینه شد.
وینو در سال ۲۰۰۰ به تیم تلکام پیوست. او برندهٔ مسابقهٔ ترکیبی پاریس–نیس شد و سکوی سوم کریتریوم اینترناسیونال را به دست آورد. در تور دو فرانس نیز خادم یان اولریش بود و تور را در جایگاه ۱۵ به پایان رساند. نخستین پیروزی او برای تلکام، فتح مرحلهٔ ۱۸ ووئلتا اسپانیا بود. چند هفتهٔ بعد، در المپیک سیدنی پس از اولریش به مدال نقره دست یافت، در حالی که هم‌تیمی دیگرش آندرئاس کلودن بر سکوی سوم ایستاد.
در سال ۲۰۰۱ وینو برندهٔ تایم تریل تور آلمان شد و پیراهن طلایی را از هم‌تیمی خود اریک زابل گرفت. در روز بعد، وینوکوروف یک و نیم دقیقه جلوتر از گروه اصلی از خط پایان گذشت و قهرمانی خود را قطعی کرد. در تور ۲۰۰۱ از اولریش حمایت کرد و رتبهٔ ۱۶ را به دست آورد.
در سال ۲۰۰۲ وینو برندهٔ پاریس–نیس شد. سپس در نخستین مرحلهٔ کوهستانی تور سوئیس پیروز شد؛ ولی چند مرحلهٔ بعد در سراشیبی زمین‌خورد و پس از مرحله به بیمارستان منتقل شد. او از تور انصراف داد تا برای تور دو فرانس آماده شود؛ ولی دو هفتهٔ بعد، شکستگی دنبالچه او تشخیص داده شد و تور را از دست داد.

### ۲۰۰۳ تا ۲۰۰۵

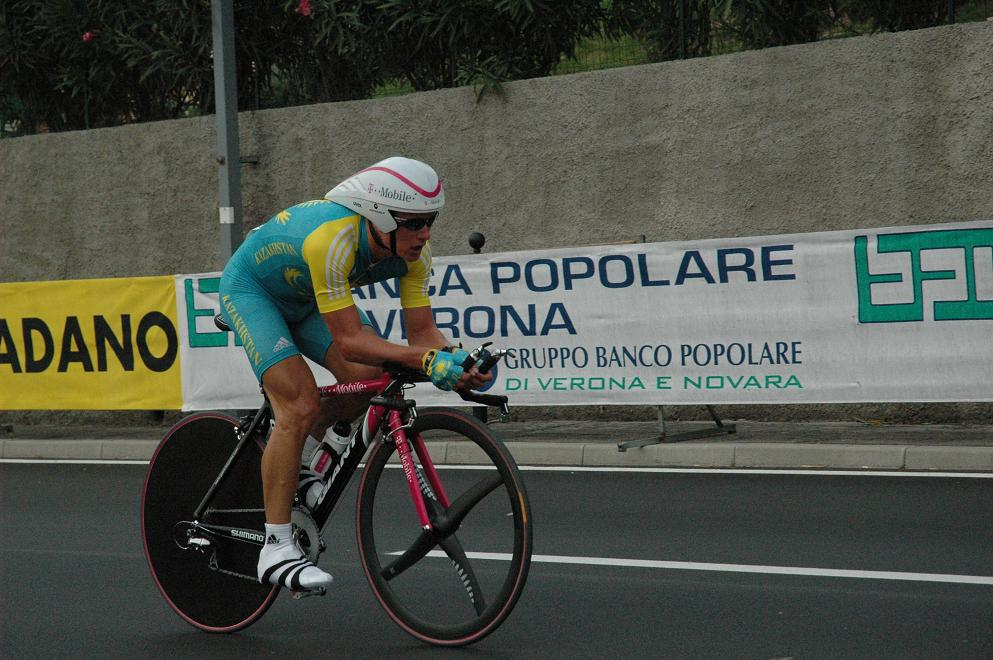
وینوکوروف در مسابقهٔ قهرمانی تایم تریل جهان در سال ۲۰۰۴

آندری کیویلف، دوست صمیمی وینو، در مرحلهٔ دوم تور پاریس–نیس ۲۰۰۳ به‌شدت زمین‌خورد و به کما رفت و همان شب درگذشت. این اتفاق، اثر شدیدی بر وینوکوروف داشت. او از این اتفاق نیرو گرفت و اعلام کرد بیش از همیشه برای بردن انگیزه دارد. وینو در مرحلهٔ پنجم فرار کرد و با پیروزی در آن مرحله، رهبر تور شد. وینوکوروف در خط پایان، به آسمان اشاره کرد.
دو روز بعد، وینوکوروف برندهٔ تور شد و بر روی سکو، تصویر کیویلف را به نمایش گذاشت.

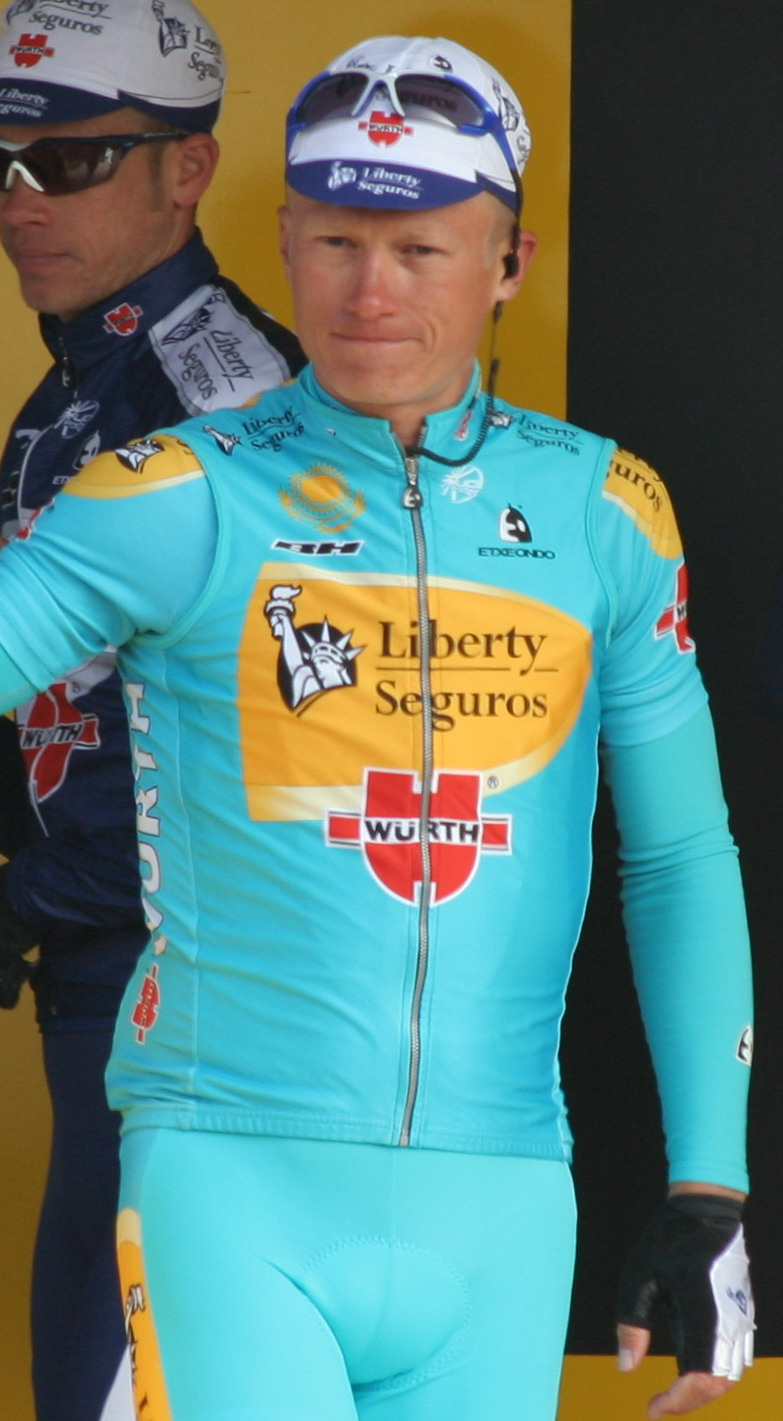
وینو در لیژ–باستون–لیژ ۲۰۰۶

در تور سوئیس ۲۰۰۳ وینوکوروف برندهٔ مرحلهٔ نخست شد و پیراهن طلایی را به تن کرد. در مرحلهٔ سوم فرانچسکو کاساگرانده پیروز شد و رهبری را از وینو گرفت؛ ولی با زمین‌خوردن او در تایم تریل انفرادی روزهای پایانی، وینو دوباره به صدر برگشت و برندهٔ تور سوئیس شد.
در تور دو فرانس ۲۰۰۳ وینوکوروف برای نخستین بار با هدف قهرمانی وارد تور شد. او در مرحلهٔ کوهستانی که در آلپ دوئز به پایان رسید، دوم شد. در مرحلهٔ بعد در سربالایی به فاصلهٔ ۹ کیلومتر از خط پایان فرار کرد و برندهٔ مرحله شد. او توانست به رتبهٔ دوم رده‌بندی اصلی با اختلاف ۲۱ ثانیه نسبت به لانس آرمسترانگ صعود کند. با پیروزی یان اولریش در تایم تریل انفرادی مرحلهٔ ۱۲ وینو به رتبهٔ سوم نزول کرد؛ ولی آن را تا پایان تور نگه داشت. همچنین برندهٔ جایزهٔ تهاجمی‌ترین رکابزن تور شد.
در فصل ۲۰۰۴ وینوکوروف در مرحلهٔ دوم پاریس–نیس، پنج دقیقه عقب افتاد؛ ولی پس از آن در سه مرحله پیروز شد. در لیژ–باستون–لیژ پس از داویده ربلین و مایکل بوگرد سوم شد. پس از آن در تور سوئیس تصادف کرد و پارگی رباط‌های شانهٔ او باعث شد که تور دو فرانس را از دست بدهد.
او در ماه اوت بازگشت و برندهٔ تور رجیو شد. سپس در ووئلتا اسپانیا شرکت کرد؛ ولی در هفتهٔ اول به دلیل مسمومیت غذایی زمان زیادی از دست داد و از ادامهٔ مسابقه، کناره‌گیری کرد. پس از آن در مسابقات قهرمانی جهان حضور یافت و مدال برنز را در تایم تریل انفرادی به دست آورد.
نخستین پیروزی وینوکوروف در فصل ۲۰۰۵ در مسابقهٔ لیژ–باستون–لیژ به دست آمد. همچنین در یک مرحلهٔ کوهستانی دوفینه لیبره در مون ونتو برنده شد. سپس به قزاقستان سفر کرد و فاتح مسابقهٔ قهرمانی کشور شد.

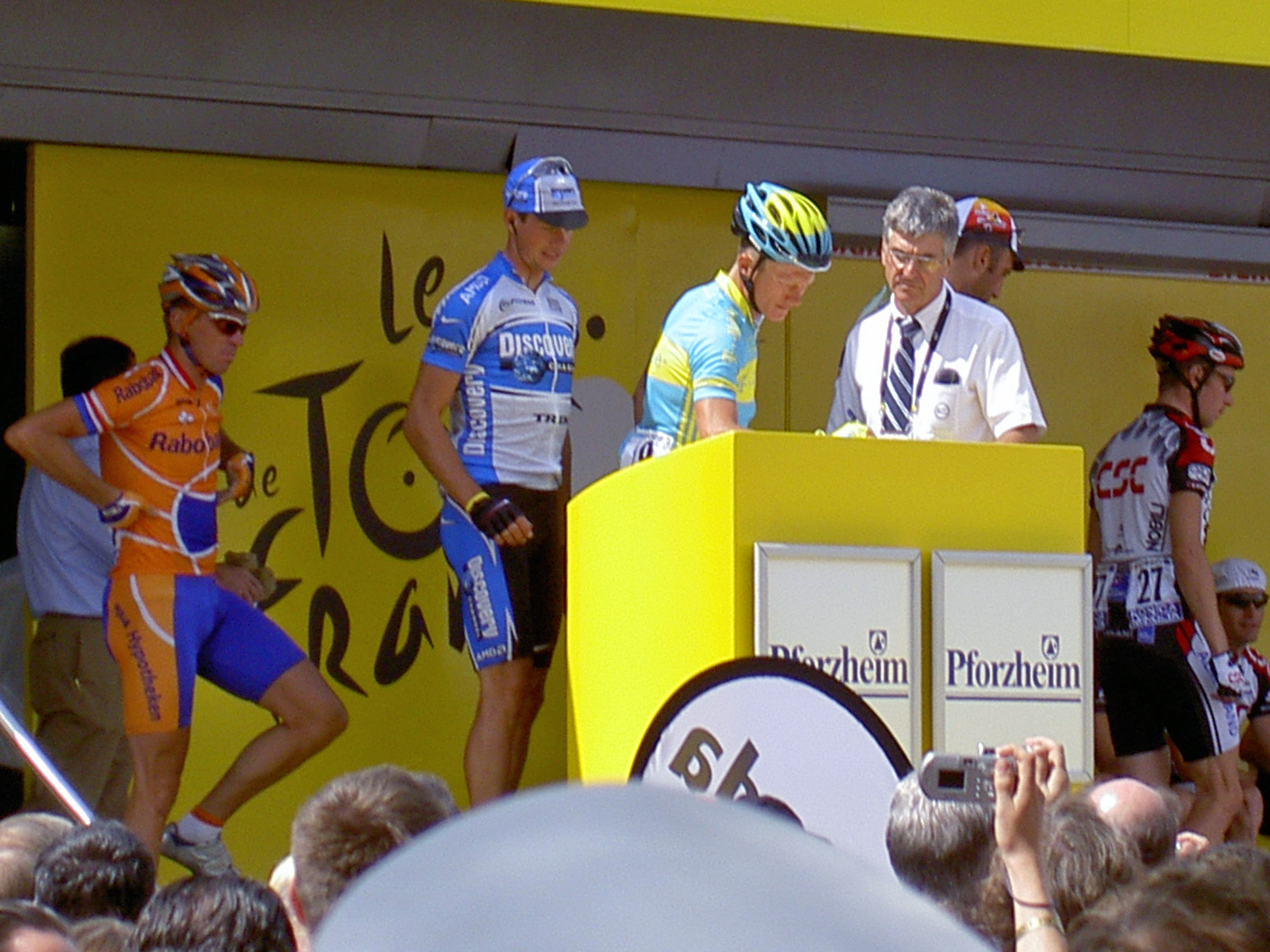
وینوکوروف در مراسم ورود تور دو فرانس ۲۰۰۵

در ژوئیه ۲۰۰۵ وینوکوروف اعلام کرد شرایطش به خوبی سال ۲۰۰۳ است که در تور سوم شده‌بود. او گفت برای تیم رکاب خواهد زد. قرار بود در صورتی که او یا آندرئاس کلودن بهتر از اولریش رکاب بزنند، وینوکوروف رهبر تیم شود. در تایم تریل افتتاحیه، وینو سوم شد و بالاتر از کلودن و اولریش قرار گرفت. در مرحلهٔ هشتم، آرمسترانگ حملات وینوکوروف را دنبال کرد؛ ولی به کلودن اجازه داد پیشی بگیرد. وینو جدا از هم‌تیمی‌های خود رکاب می‌زد و نقش اولریش را در تیم می‌خواست.
وینوکوروف زمان قابل توجهی در مراحل کوهستانی از دست داد؛ ولی در مرحلهٔ ۱۱ بخشی از آن را جبران کرد و جلوتر از سانتیاگو بوترو به عنوان نفر اول از خط پایان گذشت.
تنش میان وینو و تیمش در مرحلهٔ ۱۴ در پیرنه به اوج رسید. در این مرحله، وینو عقب افتاد، پس از طی ۲۰ کیلومتر بازگشت و حمله کرد، ولی اولریش و کلودن او را عقب کشیدند. وینوکوروف پس از پیروزی در مرحلهٔ پایانی در پاریس، تفاوت‌های خود را نشان داد.
پیش از آغاز مرحلهٔ پایانی، وینوکوروف با فاصلهٔ ۲ ثانیه پشت سر لوی لایفایمر، در رتبهٔ ششم قرار داشت. وینو در اسپرینت میانی اول شد و توانست شش ثانیه جایزه زمانی کسب کند، در حالی که لایفایمر دوم شد و چهار ثانیه به دست آورد و همچنان با اختلاف کمتر از یک ثانیه جلوتر از وینوکوروف بود. در خط پایان، وینوکوروف اول شد و ۲۰ ثانیه جایزهٔ زمانی دیگر گرفت تا تور را در رتبهٔ پنجم به پایان برساند.

### ۲۰۰۶ و ۲۰۰۷
وینوکوروف برای فصل ۲۰۰۶ به تیم لیبرتی سگوروس–وورث پیوست. پس از بازداشت مانولو سائیز در ارتباط با دوپینگ خونی، لیبرتی سگوروس از حمایت مالی تیم انصراف داد. گروهی از شرکت‌های قزاقستانی حامی تیم شدند و نام آن به آستانه–وورث تغییر یافت. در ۳۰ ژوئن ۲۰۰۶ پس از مشخص شدن حضور پنج رکابزن در قضیه دوپینگ عملیات پوئرتو، تیم وینوکوروف تنها چهار رکابزن داشت که کمتر از شش رکابزن مورد نیاز برای حضور در تور بود و به همین دلیل، از حضور در تور دو فرانس ۲۰۰۶ صرف نظر کرد.
پس از کناره‌گیری وورث از حمایت مالی، نام تیم پیش از ووئلتا اسپانیای ۲۰۰۶ به تیم آستانه تغییر یافت. وینوکوروف در مرحلهٔ ۷ از آلخاندرو والورده شکست خورد؛ ولی با پیروزی در دو مرحلهٔ بعدی به رتبهٔ پنجم صعود کرد. پس از یک تایم تریل خوب و رکابزنی تهاجمی در مراحل ۱۸ و ۱۹ پیراهن طلایی را از والورده گرفت و رهبر مسابقه شد. او در تایم تریل مرحلهٔ بعد نیز پیروز شد و قهرمانی ووئلتا را به دست آورد.
پس از آن وینو در مسابقه قهرمانی تایم تریل جهان در سالزبورگ رکاب زد و پس از دو رکابزن تیم سی‌اس‌سی، فابیان کانچلارا و داوید زابریسکی بر سکوی سوم ایستاد.
در تور دو فرانس ۲۰۰۷، وینوکوروف که به عضویت تیم تازه‌ای به نام آستانه درآمده‌بود، یکی از بخت‌های قطعی قهرمانی به شمار می‌رفت. وینو تا مرحلهٔ پنجم جزء رقیبان رده‌بندی اصلی بود؛ ولی در این مرحله در سرپایینی پیش از آخرین بخش کوهستانی زمین‌خورد و به‌شدت زخمی شد.
گروه اصلی سرعت خود را کاهش نداد تا وینوکوروف بازگردد. وینو به تعقیب گروه پرداخت و هفت هم‌تیمی خود را به کمک خواست تا به رقیبان برسد. رکابزنان آستانه، بخت‌های قهرمانی را دنبال کردند تا این که وینو به جلوی گروه انتهایی تعقیب‌کنندگان رسید. او ۸۰ ثانیه دیرتر از رقیبان خود از خط پایان گذشت.
وینوکوروف زمان زیادی را به دلیل مصدومیت‌های خود در آلپ از دست داد؛ ولی توانست در تایم تریل مرحلهٔ ۱۳ با اختلاف بیش از یک دقیقه نسبت به کدل ایونز برنده شود و دوباره به ۱۰ نفر برتر تور بازگردد. او در مرحلهٔ ۱۵ نیز که یک مرحلهٔ کوهستانی بود به پیروزی رسید.

### اتهام دوپینگ خونی
در روز بعد (۲۴ ژوئیه) تست کنترل دوپینگ وینوکوروف پس از پیروزی او در تایم تریل مثبت اعلام شد. میزان گلبول قرمز خون او دو برابر حالت عادی بود که نشانهٔ تزریق خون بود.
چند روز بعد، نمونهٔ B وینوکوروف نیز مثبت شد و کدل ایونز برندهٔ مرحلهٔ ۱۳ اعلام شد. پیروزی مرحلهٔ ۱۵ وینوکوروف نیز از او پس گرفته‌شد و به کیم کرچن لوکزامبورگی داده شد.
فدراسیون دوچرخه‌سواری قزاقستان محرومیت یک‌ساله برای وینوکوروف در نظر گرفت و اتحادیه جهانی ناخشنودی خود نسبت به این محرومیت کوتاه را ابراز کرد. تیم آستانه نیز او را تهدید به درخواست غرامت کرد.
در دسامبر ۲۰۰۷ وینوکوروف بازنشستگی خود را اعلام کرد.
وینوکوروف در یک برنامه تلویزیونی بلژیکی تمایل خود را نسبت به بازگشت به دوچرخه‌سواری در سال ۲۰۰۹ اعلام کرد. اتحادیه جهانی به دادگاه حکمیت ورزش درخواست فرجام‌خواهی کرد تا محرومیت وینوکوروف به دو سال افزایش یابد. دادگاه این فرجام‌خواهی را پذیرفت و محرومیت وینو تا ۲۴ ژوئیه ۲۰۰۹ تمدید شد.
وینو در اوت ۲۰۰۹ با رکابزنی برای تیم قزاقستان در تور لن به مسابقات بازگشت و نخستین پیروزی خود پس از محرومیت را در تایم تریل مرحلهٔ سوم این تور کسب کرد. سپس دوباره به تیم آستانه ملحق شد و برای ووئلتا اسپانیا ۲۰۰۹ معرفی شد.
در فصل بعد، وینو خود را برای حضور در جیرو دیتالیا آماده کرد و در ماه آوریل در تور ترنتینو قهرمان شد.

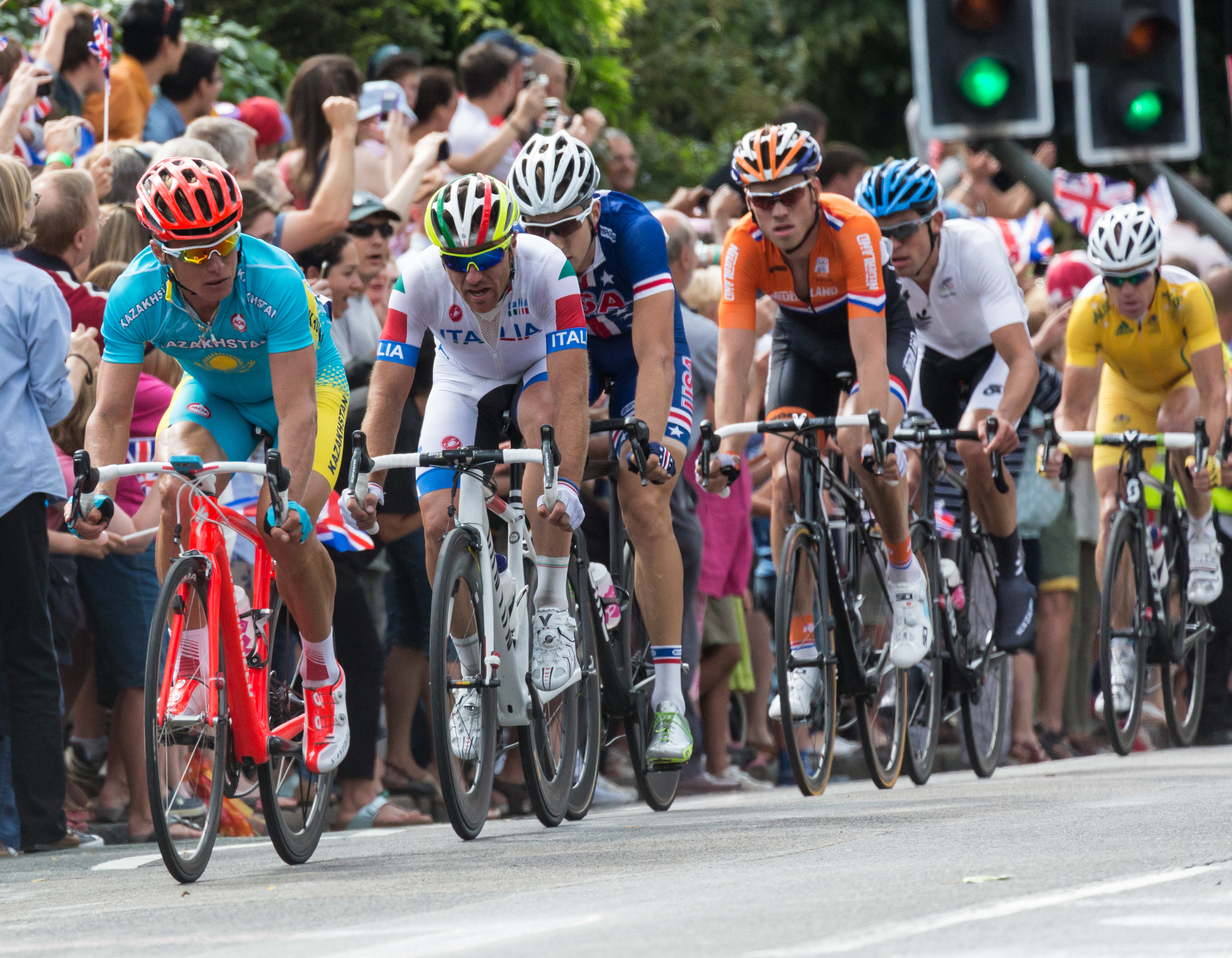
وینو در جایگاه رهبری گروه پیشتاز در استقامت جاده المپیک ۲۰۱۲

شرم دوپینگ وینوکوروف موجب شد که روی مسابقه دادن در تور دو فرانس ۲۰۱۰ حساب نکند؛ ولی برگزارکنندگان جیرو این نگرانی را نداشتند و از او دعوت کردند تا در مسابقه شرکت کند. هدف او، عملکردی قدرتمند در جیرو بود.
در لیژ–باستون–لیژ ۲۰۱۰ وینو با کمک هم‌تیمی خود آلبرتو کونتادور برنده شد و شش ثانیه زودتر از الکساندر کولوبنف از خط پایان گذشت. در دسامبر ۲۰۱۱ یک مجلهٔ سوئیسی به نام ایلوستر ادعا کرد وینوکوروف پیروزی خود را خریده‌است. افشا شد که وینو از حساب خود در موناکو ۱۰۰ هزار یورو به حساب کولوبنف در لوکارنو واریز کرده‌است. این مجله ایمیل‌های ردوبدل شده میان دو نفر را منتشر کرد که در آن‌ها کولوبنف ابراز امیدواری کرده‌بود که کار درست را انجام داده باشد و وینو پاسخ داده‌بود نگران نباش. وینو پرداخت پول را انکار نکرد؛ ولی ادعا کرد پول را قرض داده‌است.
حدود یک ماه بعد، وینوکوروف رتبهٔ ششم رده‌بندی اصلی جیرو را به دست آورد و پنج روز پیراهن صورتی را به تن داشت.
در پایان مرحلهٔ سوم، وینو توانست پیراهن صورتی را از کدل ایونز که در ۱۵ کیلومتری خط پایان تصادف کرد، بگیرد؛ ولی در مرحلهٔ بعد آن را به وینچنزو نیبالی داد. دوباره در شرایط بارانی مرحلهٔ هفتم که بسیاری از رقیبان زمین‌خوردند، رهبر جیرو شد و آن را برای چهار روز حفظ کرد. در مرحلهٔ یازدهم، حدود ۵۰ رکابزن از جمله ریچی پورت فرار کردند و با فاصلهٔ حدود ۱۳ دقیقه زودتر از گروه اصلی از خط پایان گذشتند تا وینو پیراهن صورتی را به پورت بدهد.
در تور دو فرانس، وینو خادم کونتادور بود و به او کمک کرد تا برندهٔ تور شود. هرچند پس از اعلام مثبت شدن آزماش دوپینگ کونتادور به دلیل وجود مقادیر اندکی از داروی ممنوعهٔ کلنبوترول، عنوان او به اندی اشلک رسید. در همین مسابقه، وینو توانست برندهٔ مرحلهٔ ۱۳ شود.

### ۲۰۱۱ و ۲۰۱۲
در مرحلهٔ نهم تور دو فرانس ۲۰۱۱ وینو افتاد و استخوان ران راستش شکست. در ۱۷ ژوئیه بازنشستگی او از دنیای دوچرخه‌سواری حرفه‌ای به صورت غیررسمی در صفحات توییتر هم‌تیمی‌هایش اعلام شد و وینو در همان روز بازنشستگی خود را تأیید کرد. پس از بهبودی، بازگشت و تصمیم گرفت پیش از بازنشستگی در تور لمباردی ۲۰۱۱ شرکت کند. سپس در سپتامبر تصمیم گرفت بازنشستگی خود را به تعویق بیندازد و اعلام کرد در فصل ۲۰۱۲ برای تیم آستانه در تور دو فرانس رکاب خواهد زد.
وینو فصل ۲۰۱۲ را با شرکت در تور لانکاوی آغاز کرد. پس از طی کردن بهاری آرام، وینو در تور دو فرانس شرکت کرد. او نتوانست هیچ پیروزی مرحله‌ای به دست آورد؛ ولی در چند فرار شرکت داشت که یکی از آن‌ها در مرحلهٔ ۱۸ جایزهٔ تهاجمی‌ترین رکابزن را برای او به ارمغان آورد.
یک هفته پس از پایان تور، وینوکوروف برندهٔ مدال طلای مسابقهٔ استقامت جاده در المپیک ۲۰۱۲ لندن شد. در فاصلهٔ ۸ کیلومتری از خط پایان، وینوکوروف و ریگوبرتو اوران از گروه پیشتاز فرار کردند و تا پایان با یکدیگر همکاری کردند. در ۳۰۰ متری خط پایان، وینو توانست اوران را پشت سر گذارد و به‌تنهایی از خط پایان بگذرد.
وینوکوروف بازنشستگی خود را پس از کسب مدال تأیید کرد. او توانست نخستین رکابزن آسیایی باشد که مدال طلای المپیک را در این رشته به دست می‌آورد. همچنین نخستین کسی شد که دو مدال در استقامت جادهٔ المپیک کسب کرده‌است. پیش از آن در المپیک ۲۰۰۰ نیز مدال نقره را به دست آورده‌بود.

## بازنشستگی

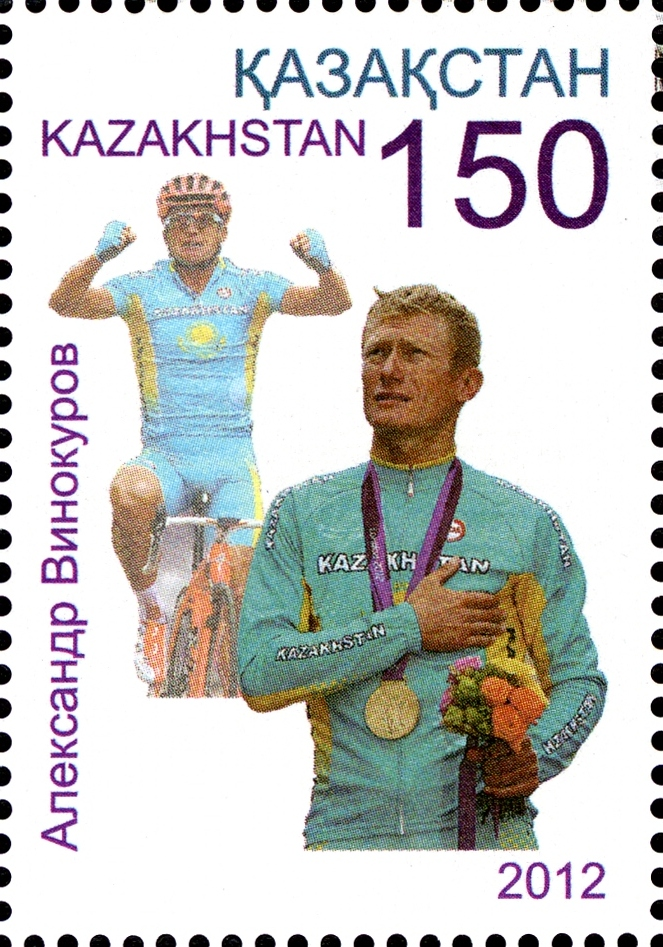
تصویر وینوکوروف بر تمبری از قزاقستان، سال ۲۰۱۲

وینوکوروف دوچرخهٔ خود را که با آن قهرمان المپیک شده‌بود در حراجی در ۱۶ سپتامبر ۲۰۱۲ به قیمت ۲۴۳ هزار دلار به فروش رساند و درآمد آن را برای درمان پنج کودک که دارای بیماری‌های شدید بودند اهدا کرد.
در پاییز همان سال وارد دانشگاه ملی اوراسیا شد تا کارشناسی ارشد خود را در رشتهٔ تربیت بدنی بگیرد.

## سایر
پس از کسب مدال نقره در المپیک ۲۰۰۰ ارتش قزاقستان درجهٔ سرهنگ افتخاری به وینوکوروف داد. همچنین پس از کسب رتبهٔ سوم در تور دو فرانس ۲۰۰۳ نشان درجه یک قهرمان مردم را دریافت کرد. در اواخر سال ۲۰۱۱ وینو در انتخابات پارلمان قزاقستان نامزد شد. او دوچرخه‌فروشی خود را در ۵ مهٔ ۲۰۱۲ در آلماتی افتتاح کرد.

## نتایج در گرند تورها
| گرند تور       | ۱۹۹۹ | ۲۰۰۰ | ۲۰۰۱ | ۲۰۰۲   | ۲۰۰۳ | ۲۰۰۴   | ۲۰۰۵ | ۲۰۰۶ | ۲۰۰۷   | ۲۰۰۸ | ۲۰۰۹   | ۲۰۱۰ | ۲۰۱۱   | ۲۰۱۲ |
| -------------- | ---- | ---- | ---- | ------ | ---- | ------ | ---- | ---- | ------ | ---- | ------ | ---- | ------ | ---- |
| جیرو دیتالیا   | —    | —    | —    | —      | —    | —      | —    | —    | —      | —    | —      | ۶    | —      | —    |
| تور دو فرانس   | ۳۵   | ۱۵   | ۱۶   | —      | ۳    | —      | ۵    | —    | ناتمام | —    | —      | ۱۵   | ناتمام | ۳۱   |
| ووئلتا اسپانیا | —    | ۲۸   | —    | ناتمام | —    | ناتمام | —    | ۱    | —      | —    | ناتمام | —    | —      | —    |